# Judo ai XVII Giochi del Mediterraneo
I tornei di  judo ai XVII Giochi del Mediterraneo si sono svolti tra il 21 e il 23 giugno 2013 alla Mersin University Hall. Si è gareggiato in 14 diverse categorie, di cui sette maschili e sette femminili.
Ogni Paese può iscrivere al massimo 1 concorrente per ogni categoria (vedi tabella).

## Calendario
Le gare seguiranno il seguente calendario:
| ● | Competizioni | ● | Finali |

| Giugno |    |    |    |    |    |    |    |    |    |    |    |    |
| 18     | 19 | 20 | 21 | 22 | 23 | 24 | 25 | 26 | 27 | 28 | 29 | 30 |
|        |    |    | ●  | ●  | ●  |    |    |    |    |    |    |    |

## Risultati

### Uomini
| Evento                   | Oro               | Argento                  | Bronzo                               |
| fino a 60 kg (dettagli)  | Yassine Moudatir  | Ahmet Sahin Kaba         | Ziade Damien Fabio Basile            |
| fino a 66 kg (dettagli)  | Sugoi Uriarte     | Andraž Jereb             | Nikola Gušić Houcem Khalfaoui        |
| fino a 73 kg (dettagli)  | Hasan Vanlioglu   | Ljubiša Kovačević        | Jonathan Allardon Enrico Parlati     |
| fino a 81 kg (dettagli)  | Srđan Mrvaljević  | Aljaž Sedej              | Massimo Carollo Tomislav Marijanović |
| fino a 90 kg (dettagli)  | Aleksandar Kukolj | Walter Facente           | Axel Clerget Abderahmane Benamadi    |
| fino a 100 kg (dettagli) | Ramadan Darwish   | Amel Mekić               | Feyyaz Yazici Vincenzo D'Arco        |
| oltre 100 kg (dettagli)  | Matjaž Ceraj      | Jean-Sébastien Bonvoisin | Bilal Zouani Faical Jaballah         |

### Donne
| Evento                  | Oro                   | Argento              | Bronzo                                  |
| fino a 48 kg (dettagli) | Ebru Şahin            | Valentina Moscatt    | Hela Ayari Scarlett Gabrielli           |
| fino a 52 kg (dettagli) | Laura Gómez           | Petra Nareks         | Delphine Delsalle Ayse Saadet Arca      |
| fino a 57 kg (dettagli) | Vlora Bedeti          | Martina Lo Giudice   | Shirley Elliot Fatima Zahra Ait Ali     |
| fino a 63 kg (dettagli) | Marijana Mišković     | Nina Miloševič       | Rizlen Kaida Zouak Bahar Büker          |
| fino a 70 kg (dettagli) | Fanny Estelle Posvite | María Bernabéu Avomo | Asmaa Niang Anka Pogačnik               |
| fino a 78 kg (dettagli) | Géraldine Mentouopou  | Assunta Galeone      | Kaouther Ouallal Vasiliki Lymperopoulou |
| oltre 78 kg (dettagli)  | Lucija Polavder       | Nihel Chikhrouhou    | Belkız Zehra Kaya Larisa Cerić          |

## Medagliere
| Posizione | Paese                | Oro | Argento | Bronzo | Totale |
| --------- | -------------------- | --- | ------- | ------ | ------ |
| 1         | Slovenia             | 3   | 4       | 1      | 8      |
| 2         | Francia              | 2   | 1       | 5      | 8      |
| 3         | Turchia              | 2   | 1       | 4      | 7      |
| 4         | Spagna               | 2   | 1       | 0      | 3      |
| 5         | Serbia               | 1   | 1       | 0      | 2      |
| 6         | Marocco              | 1   | 0       | 3      | 4      |
| 7         | Montenegro           | 1   | 0       | 1      | 2      |
| 7         | Croazia              | 1   | 0       | 1      | 2      |
| 9         | Egitto               | 1   | 0       | 0      | 1      |
| 10        | Italia               | 0   | 4       | 4      | 8      |
| 11        | Tunisia              | 0   | 1       | 3      | 1      |
| 12        | Bosnia ed Erzegovina | 0   | 1       | 1      | 2      |
| 13        | Algeria              | 0   | 0       | 3      | 3      |
| 14        | Libano               | 0   | 0       | 1      | 0      |
| 14        | Grecia               | 0   | 0       | 1      | 0      |
| Totale    | Totale               | 14  | 14      | 28     | 56     |